# David Walters

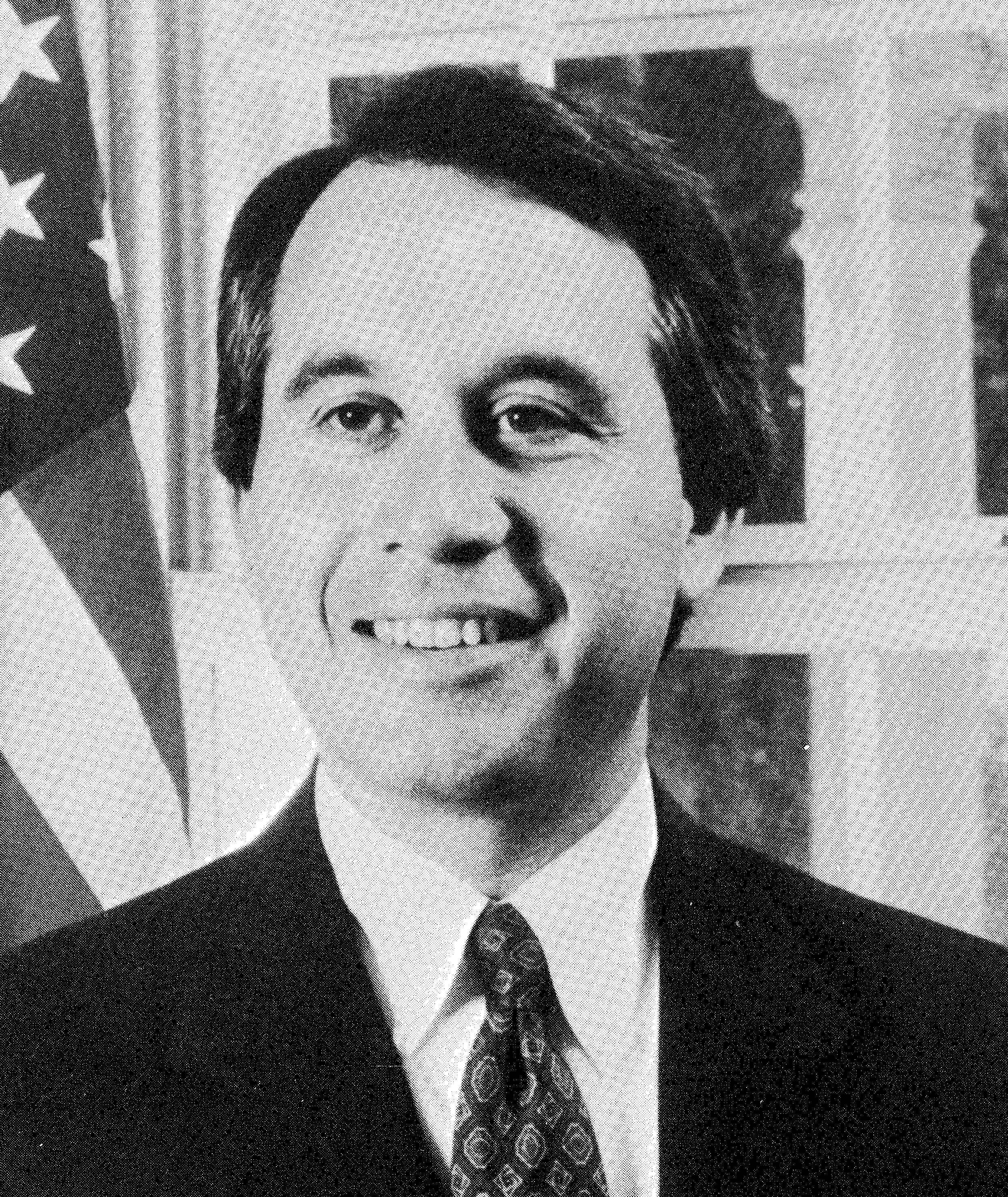
David Walters

David Lee Walters (* 20. November 1951 bei Canute, Washita County, Oklahoma) ist ein US-amerikanischer Politiker. Er war von 1991 bis 1995 der 24. Gouverneur des Bundesstaates Oklahoma.

## Frühe Jahre und politischer Aufstieg
David Walters besuchte bis 1973 die University of Oklahoma und studierte dann bis 1975 an der Harvard University. Er begann seine berufliche Laufbahn in der Verwaltung der University of Oklahoma als Management Systems and Project Administrator. Im Jahr 1976 arbeitete er auch im Stab von Gouverneur David L. Boren. Bis 1982 blieb er in verschiedenen Positionen in Diensten der University of Oklahoma. Danach wurde er Leiter einer privaten Immobilienfirma.
Walters gehört der Demokratischen Partei an. Im Jahr 1983 wurde er Mitglied und Vorsitzender eines Regierungsausschusses in Oklahoma, der sich mit der Reform des öffentlichen Dienstes befasste. Ein Jahr später wirkte er in einer aus 100 Personen bestehenden Kommission zur Reform der Verwaltungsstruktur in Oklahoma mit. 1990 wurde er zum neuen Gouverneur seines Staates gewählt, wobei er sich mit 57,4 Prozent der Stimmen gegen den Republikaner Bill Price durchsetzte.

## Gouverneur von Oklahoma
David Walters trat sein neues Amt am 14. Januar 1991 an. In seiner vierjährigen Amtszeit wurde der Bildungsetat um ein Drittel erhöht. Mithilfe von Staatsanleihen in Höhe von 350 Millionen Dollar konnten weitere finanzielle Mittel zum Aus- und Neubau neuer Bildungsanstalten im ganzen Staat zur Verfügung gestellt werden. Walters war auch Vorsitzender der National Governors Association. Während seiner Amtszeit musste Walters allerdings auch ein Wahlvergehen einräumen, was zu seinem Verzicht für eine erneute Kandidatur führte.

## Weiterer Lebenslauf
Im Jahr 2002 kehrte Walters auf die politische Bühne zurück. Er gewann die Nominierung seiner Partei für einen Sitz im US-Senat, unterlag aber dann bei den Wahlen dem republikanischen Amtsinhaber Jim Inhofe. David Walters ist mit Rhonda Smith verheiratet, mit der er drei Töchter hat. Ein Sohn ist im Jahr 1991 verstorben.